# Nadine Ernsting-Krienke
Nadine Ernsting-Krienke, född den 5 februari 1974 i Telgte, Tyskland, är en tysk landhockeyspelare.
Hon tog OS-silver i damernas landhockeyturnering i samband med de olympiska landhockeytävlingarna 1992 i Barcelona.
Hon tog därefter OS-guld i damernas landhockeyturnering i samband med de olympiska landhockeytävlingarna 2004 i Aten.